# Tegulus
Sint Tegulus (Italiaans:San Tegulo) wordt vereerd als een lid van het legendarische Thebaanse Legioen, waarvan de leden aan het eind van de 3e eeuw onder leiding van de heilige Mauritius het martelaarschap ondergingen. Volgens de overlevering overleefde Tegulus de decimatie maar werd hij uiteindelijk onthoofd. Over de precieze identiteit van Tegulus bestaat grote onduidelijkheid; omdat hij met het Thebaanse Legioen verbonden was, is het niet zeker of hij echt als een van de laatste christelijke martelaren kan worden beschouwd.
Het centrum van de cultus van Tegulus bevond zich in de Noord-Italiaanse stad Ivrea.. Aan het einde van de 10e eeuw (tijdens het episcopaat van Warmondus) werden de relikwieën van Tegulus teruggevonden in een sepulchrum op korte afstand van Ivrea. Vervolgens vond translatie van deze relieken naar de kapel van San Giacomo plaats. Later werden de relieken opnieuw overgebracht naar de kapel van Santissimo Sacramento, samen met de relieken van Sint Bessus. 